# U-425
U-425 — средняя немецкая подводная лодка типа VIIC времён Второй мировой войны. Совершила девять патрулей в составе восьми волчьих стай. Не потопила ни одного корабля противника. Была потоплена 17 февраля 1945 года рядом с Мурманском.

## История

### Постройка
Была заложена в Данциге 23 мая 1941 года под заводским номером 126, 19 декабря 1942 года была спущена на воду, 21 апреля 1943 года была принята в строй под командованием капитан-лейтенанта Хайнца Бентцина.

### Служба

#### Первый патруль
Вышла из Киля 20 ноября 1943 года. 25 ноября прибыла в Берген.

#### Второй патруль
Прошла через Норвежское и Баренцево моря между мысом Нордкап и Медвежим островом. Прибыла в Хаммерфест 2 февраля 1944 года.

#### Третий патруль
6 февраля 1944 года вышла из Хаммерфеста, куда вернулась 29 февраля. 1 марта отправилась в Берген, куда прибыла 8 марта. 1 мая прибыла в Нарвик.

#### Четвёртый патруль
Четвёртый патруль продолжался с 11 мая по 7 июня 1944 года. 14 июня прибыла в Хаммерфест.

#### Пятый, шестой, седьмой и восьмой патрули
С 11 мая по 12 ноября 1944 года совершила четыре патруля, плавая между Нарвиком и Хаммерфестом

#### Девятый патруль
6 февраля 1945 года вышла из Нарвика. 17 февраля была потоплена глубинными бомбами рядом с Мурманском.

### Волчьи стаи
U-425 участвовала в восьми волчьих стаях:
- Isegrim (1—27 января 1944)
- Werwolf (29 января — 1 февраля 1944)
- Werwolf (7-27 февраля 1944)
- Trutz (13 мая — 6 июня 1944)
- Dachs (31 августа — 3 сентября 1944)
- Grimm (15 сентября — 1 октября 1944)
- Panther (17 октября — 10 ноября 1944)
- Rasmus (6—13 февраля 1945)